# شاتیون-سور-شالارون
شاتیون-سور-شالارون (به فرانسوی: Châtillon-sur-Chalaronne) یک کمون در فرانسه است که در Canton of Châtillon-sur-Chalaronne واقع شده‌است.

## خصوصیات
شاتیون-سور-شالارون ۱۷٫۸۶ کیلومترمربع مساحت و ۴٬۹۲۴ نفر جمعیت دارد و ۲۲۵ متر بالاتر از سطح دریا واقع شده‌است.

## خواهرخوانده
شهر وسترزباخ خواهرخواندهٔ شاتیون-سور-شالارون هست.

## نگارخانه

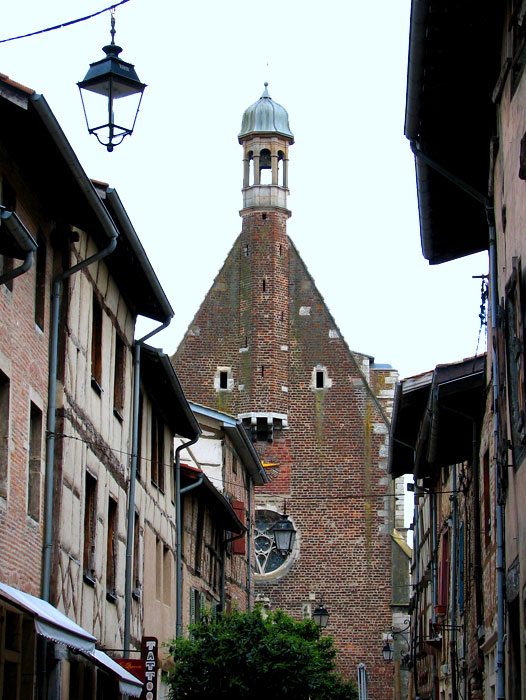
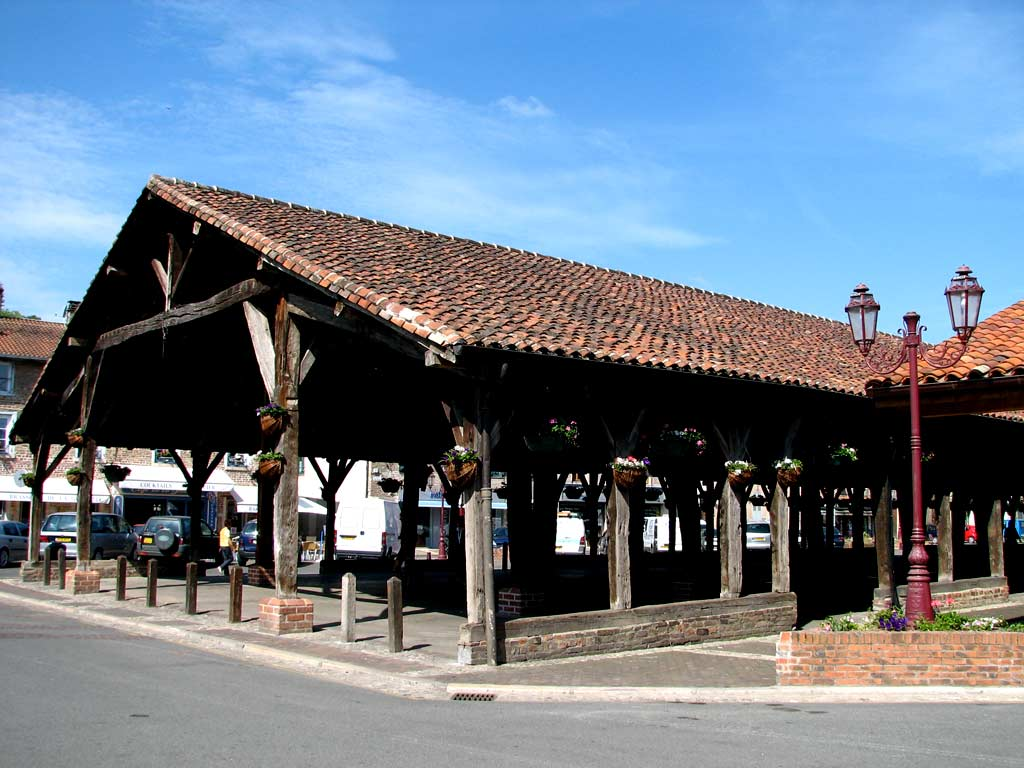
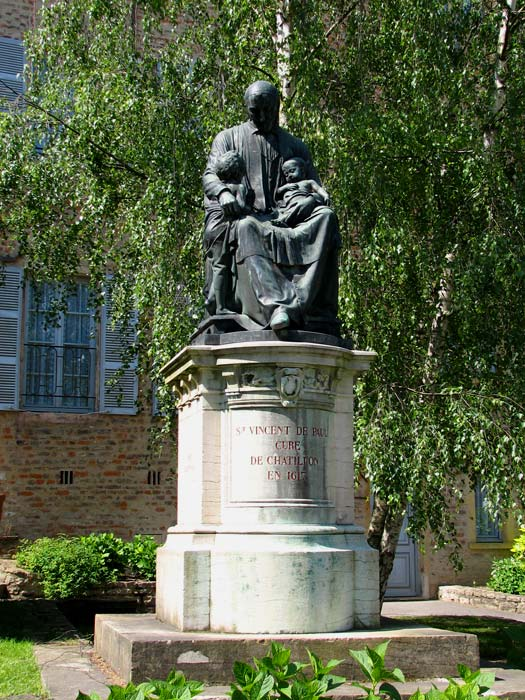